# 辛烷
正辛烷（octane）常簡稱辛烷，化學式C8H18，直连烷烴中的第八個成員。辛烷有18種同分異構體（若包括立体异构体则有24种），其中的異構物 2,2,4-三甲基戊烷又稱異辛烷（isooctane），作為汽油引擎燃料使用時，震爆現象很低，因此被定為辛烷值100的標準。

## 汽油用語
「辛烷」一詞常被通俗地當作辛烷值的縮寫形式，特別是在表達高辛烷值時。 辛烷值是燃料在具有不同壓縮比的發動機中抵抗發動機爆震的能力的指標，該能力是辛烷的支鏈異構體（特別是異辛烷）的特徵。汽油的辛烷值與發動機的功率輸出沒有直接關係。使用比發動機設計的辛烷值更高的汽油不能增加功率輸出。
辛烷值最初是通過混合僅來自正庚烷和異辛烷（2,2,4-三甲基戊烷，一種高度支化的辛烷）的燃料來確定的，並指定正庚烷的抗爆等級為零，純異辛烷的抗爆等級為 100 。這種混合物的抗爆等級與混合物中異辛烷的百分比相同。不同的辛烷異構體可導致較低或較高的辛烷值。例如，正辛烷（8 個碳原子的直鏈，沒有支鏈）的研究辛烷值是 -20（負），而純異辛烷的研究辛烷數（RON）為 100。一些燃料的辛烷值高於 100 ，特別是那些含有甲醇或乙醇的。

## 比喻用途
辛烷值在 1960 年代中期和後期於美國流行文化中廣為人知，當時汽油公司在其汽油廣告中吹噓“高辛烷值”水平。
複合形容詞“high-octane”（高辛烷值），意思是強大的或動態的，從 1944 年開始以比喻的方式記錄下來。 到 20 世紀 90 年代中期，該短語通常被用作增強詞，並在現代英語方言中佔有一席之地。

## 同分異構體

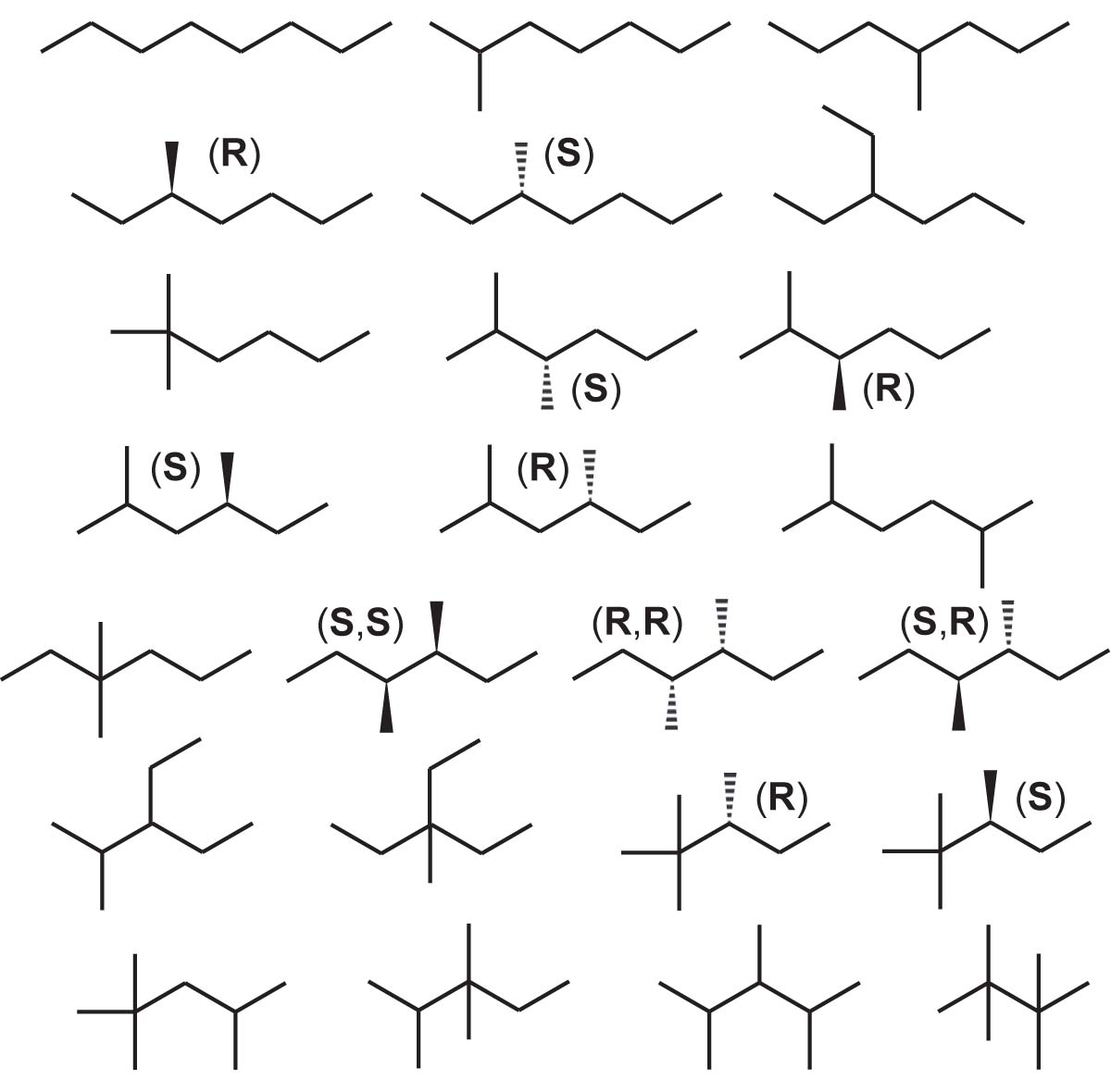
辛烷的24個同分异构体（按圖由左至右、上至下排列）：
正辛烷、2-甲基庚烷、4-甲基庚烷
(R)-3-甲基庚烷、(S)-3-甲基庚烷、3-乙基己烷
2,2-二甲基己烷、(S)-2,3-二甲基己烷、(R)-2,3-二甲基己烷
(S)-2,4-二甲基己烷、(R)-2,4-二甲基己烷、2,5-二甲基己烷
3,3-二甲基己烷、(S,S)-3,4-二甲基己烷、(R,R)-3,4-二甲基己烷、(S,R)-3,4-二甲基己烷
2-甲基-3-乙基戊烷、3-甲基-3-乙基戊烷、(R)-2,2,3-三甲基戊烷、(S)-2,2,3-三甲基戊烷
2,2,4-三甲基戊烷、2,3,3-三甲基戊烷、2,3,4-三甲基戊烷、2,2,3,3-四甲基丁烷

辛烷總共有18個結構異構體（若將立體異構體獨立計算則有24個）。除了2,2,3,3-四甲基丁烷在室溫下是白色固體
外，其餘結構異構體在室溫下均是無色液體。
18種結構異構體如下：
- 正辛烷
- 2-甲基庚烷
- 3-甲基庚烷（2個對映異構體）
- 4-甲基庚烷
- 3-乙基己烷
- 2,2-二甲基己烷
- 2,3-二甲基己烷（2個對映異構體）
- 2,4-二甲基己烷（2個對映異構體）
- 2,5-二甲基己烷
- 3,3-二甲基己烷
- 3,4-二甲基己烷（2個對映異構體、1個內消旋化合物）
- 2-甲基-3-乙基戊烷
- 3-甲基-3-乙基戊烷
- 2,2,3-三甲基戊烷（2個對映異構體）
- 2,2,4-三甲基戊烷（即俗称的异辛烷）
- 2,3,3-三甲基戊烷
- 2,3,4-三甲基戊烷
- 2,2,3,3-四甲基丁烷